# 비엔나 빵
비엔나 빵은 19세기에 오스트리아 비엔나에서 개발된 빵의 종류이다.

## 역사

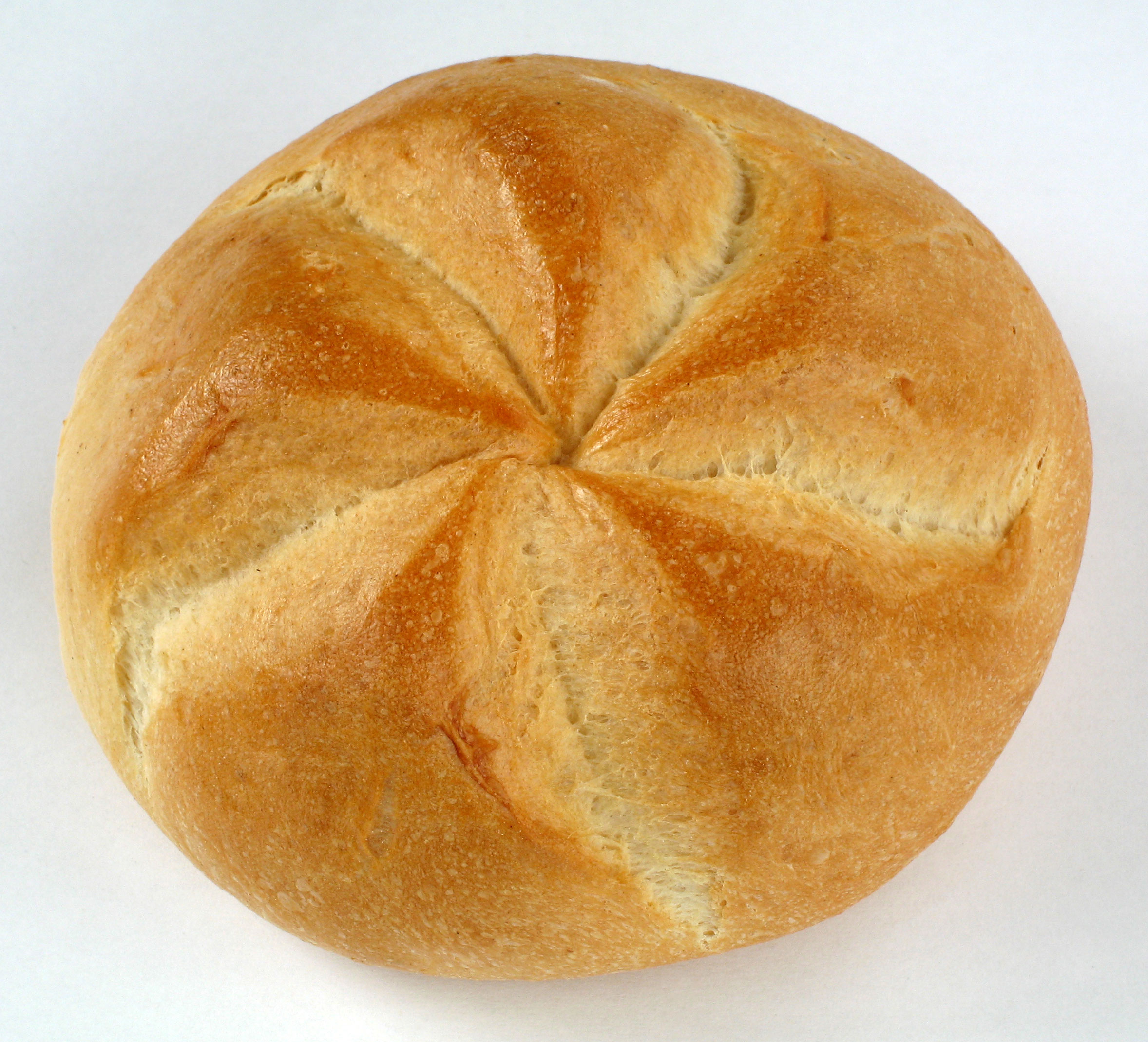

19세기에는 빵을 맥주의 효모와 갓 만들어진 빵 반죽으로만 만들 수 있었다. 이 방법으로 만들어진 첫번째 빵이 바로 비엔나 빵의 시작이다. "비엔나 베이커리"라는 빵집에서 만들어진 이 첫번째 빵에는 "카이저 롤"이라는 이름이 붙었으며 1867년에 파리에서 열린 엑스포에서 처음 소개되었다. 카이저 롤은 젖산균으로 인해 산성의 신맛이 나며 이런 특징들때문에 카이저 롤은 한동안 화제가 되었다.
카이저 롤에 앞서 일부 지방에서는 이미 오래된 반죽을 빵으로 만드는 방법과 맥주 효모 이외의 다른 팽창제를 이용하는 방법이 널리 알려져 있었다. 새로 발견된 팽창제 중 하나였던 젖산균은 후의 카이저 롤에도 활용되었다. 이 때 맥주 효모 이외의 다른 효모들도 차차 발견되기 시작하였다.
시간이 지나자 맥주 양조업자들이 서서히 맥주 위로 뜨는 효모를 버리고 맥주 아래로 가라앉는 효모를 선택함에 따라 많은 빵에 사용되는 맥주 효모가 부족해지기 시작하였다. 이를 막기 위해 1846년에 "비엔나 과정"이 개발되었다. 1845년에는 비엔나 제빵사들의 모임이 주관하는 효모빵 만들기 대회가 열렸다. 이 대회는 1850년에 아돌프 이그나츠 마우트너 오브 마르코프가 상을 수상하면서 끝이 났다. 1867년에는 파리 엑스포에서 "카이저 롤"을 만든 빵집인 "비엔나 베이커리"를 "세계 최초"라고 극찬하기도 하였다.

## 효모

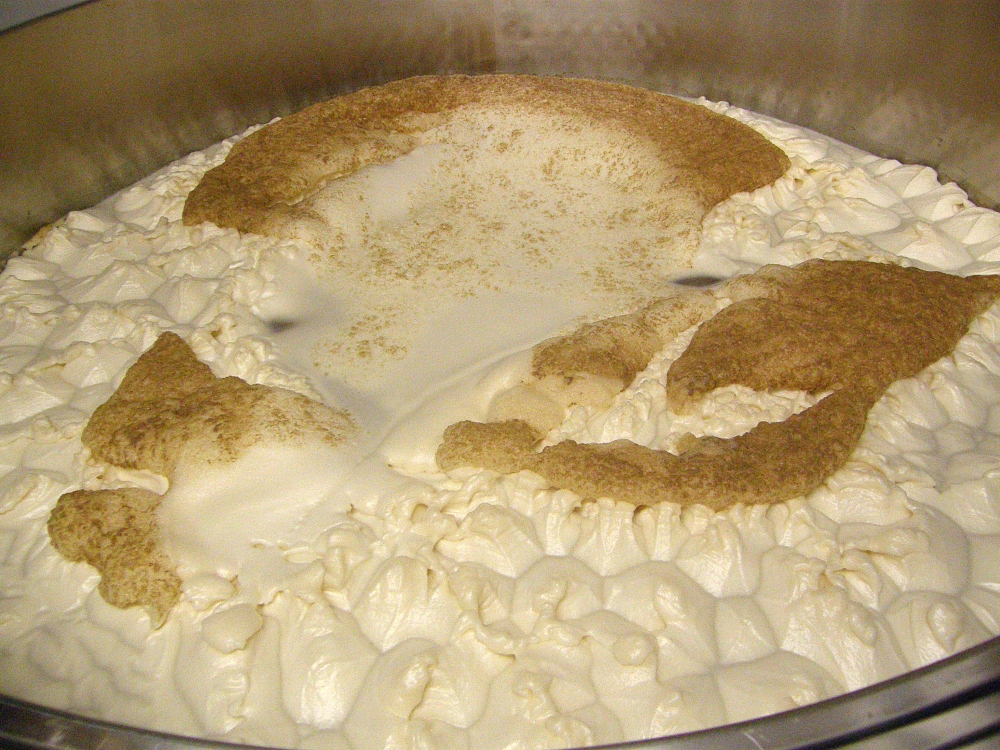

비엔나 효모를 번식시킬 때는 엿기름이 발라진 옥수수, 보리, 호밀을 활용할 수 있다. 효모를 번식시키기 위해서는 먼저 적은 양의 효모를 식힌 맥아즙에 뿌려야 하며 충분한 바람 또한 필요하다. 효모를 맥아즙에 뿌린 뒤에는 번식된 효모 입자들이 맥아즙 표면으로 뜰 것이다. 뜬 효모는 그릇 등에 걷어내며 차가운 증류수에 씻기고 놓아둔다. 이 과정은 효모만이 남을 때까지 계속된다. 남겨진 효모는 말리고 압축된다.
이렇게 만들어진 "압축 효모"는 오늘날 효모의 전신이다.

## 같이 보기
- 오스트리아 요리
- 비엔나
- 품퍼니켈